# Champion 2
Champion 2 (tytuł oryg. Undisputed II: Last Man Standing) − amerykański film fabularny z 2006 roku, wyreżyserowany przez Isaaca Florentine’a. Sequel projektu Champion z 2002. W filmie w rolach głównych wystąpili Scott Adkins i Michael Jai White.

## Obsada
- Scott Adkins − Yuri Boyka
- Michael Jai White − George Chambers
- Eli Danker − Crot/Nikolai
- Ben Cross − Steven Parker
- Mark Iwanir − Gaga
- Ken Lerner − Phil
- Daisy Lang − Svetlana
- Silvio Simac − Davic